# Canal de Colon
El Canal de Colón o Boca de la Serpiente, segons l'IEC, (en anglès: Columbus Channel o Serpent's Mouth) és un estret entre la costa sud de l'illa caribenya de Trinidad (que pertany a Trinidad i Tobago) i el territori continental del país sud-americà de Veneçuela (concretament a tocar del territori de l'estat Delta Amacuro). El Canal de Colón connecta el golf de Paria amb l'oceà Atlàntic i es localitza en les coordenades geogràfiques 10°00′N 61°30′O /. El canal està dividit entre els dos països mitjançant un tractat.